# SimEarth
A SimEarth egy életszimulációs videojáték, a második Will Wright által tervezett játék, amelyben a játékos egy bolygó fejlődését irányítja. James Lovelock angol tudós szolgált tanácsadóként, és a Gaia-hipotézisét a bolygó fejlődéséről beépítették a játékba. A SimEarth-ot 1990-ben adta ki a Maxis. Készültek változatai Apple Macintosh, Commodore Amiga, IBM PC, SNES, Sega Mega-CD és TurboGrafx-16 konzolokra. Később a Wii Virtual Console-on is újra kiadták. 1996-ban a Maxis több szimulációs játékát újra kiadták a Maxis Collector Series néven, nagyobb kompatibilitással a Windows 95-tel és eltérő dobozképekkel, beleértve a Classics feliratot a cím alatt. A SimEarth-ot 1997-ben adták ki újra a Classics címke alatt.

## Lásd még
- Spore
- Impossible Creatures
- L.O.L.: Lack of Love
- Seventh Cross: Evolution
- Evolution: The Game of Intelligent Life
- E.V.O.: Search for Eden
- Creatures
- SimLife